# 马岑巴赫
马岑巴赫是德国莱茵兰-普法尔茨州的一个市镇。总面积7.05平方公里，总人口697人，其中男性362人，女性335人（2011年12月31日），人口密度99人/平方公里。